# Russell H. Greenan
Pour les articles homonymes, voir Greenan.
Œuvres principales
- C'est arrivé à Boston (1969)
- La Reine d'Amérique (1972)

Russell Henry Greenan (Bronx, New York, 17 septembre 1925 - Providence 22 juillet 2023,) est un écrivain américain de roman noir.

## Biographie
Né et élevé dans le Bronx, Russell H. Greenan sert dans la US Navy pendant la Seconde Guerre mondiale.  À la fin du conflit, il fréquente l'Université de Long Island à New York, puis déménage à Boston.  Dans les années 1950, il sillonne la Nouvelle-Angleterre en tant que commis-voyageur dans la vente de pièce de machinerie. Avec ses économies, il se rend à Nice, où il se consacre à l'écriture pendant un an.  De retour en Amérique, il tient, à Cambridge, le magasin d'antiquités The Cat and the Racquet, enseigne inspiré du titre anglais de La Maison du chat-qui-pelote d'Honoré de Balzac.  Malheureusement, l'expérience tourne court.  Aussi, en 1966, Greenan retourne-t-il à Nice avec femme et enfants pour achever C'est arrivé à Boston, son premier roman, publié en 1968, qui lui vaut une immédiate notoriété.  
Fort apprécié en Europe, et tout particulièrement en France, certains de ses romans ont connu une première publication directement en traduction française. 
En 1997, Charles Jarrott porte à l'écran La Vie secrète d'Algernon Pendleton sous le titre The Secret Life of Algernon, avec John Cullum dans le rôle-titre.

## Œuvre

### Romans
- It Happened in Boston? (1968) Publié en français sous le titre C'est arrivé à Boston, Paris, Éditions Sombres Crapules, 1988 ; Paris, Rivages/Noir no 205, 1995
- Nightmare (1970) Publié en français sous le titre L'Œil dans la place, Paris, Gallimard, Série noire no 1421, 1971; réimpression 1993
- The Queen of America (1972) Publié en français sous le titre La Reine d'Amérique, Paris, Gallimard, Série noire  no 1541, 1972 ; réédition, Paris, Gallimard, Série noire  no 2304, 1992 ; Paris, Gallimard, Folio policier  no 326, 2004

 Note : L'un des rares titres de la Série noire à s'être fait accorder un nouveau numéro à sa réédition dans la collection.
- The Secret Life of Algernon Pendleton (1973) Publié en français sous le titre La Vie secrète d'Algernon Pendleton, Paris, Éditions Sombres Crapules, 1988 ; Paris, Rivages/Noir  no 156, 1993
- Heart of Gold (1975) Publié en français sous le titre Un cœur en or massif, Paris, Fleuve noir, coll. Engrenage no 69, 1983 ; Paris, Éditions Sombre Crapules, 1988 ; Paris, Rivages/Noir  no 262, 1997
- The Bric-a-Brac Man (1976) Publié en français sous le titre Bric-à-Braque, Paris, Éditions Murder inc., 2000 ; réédition, Paris, Éditions Murder inc., poche  no 4 ; nouvelle édition sous le titre "Bric-a-brac man”, Paris, Éditions l'Œil d'or, 2011
- Keepers (1978) Publié en français sous le titre Je vais faire un malheur Paris, Gallimard, Série noire  no 1725, 1979
- A Can of Worms (1987) Publié en français sous le titre Sombres Crapules, Paris, Éditions Sombres crapules, 1987 ; Paris, Rivages/Noir  no 138, 1992
- Doomsnight (1990) Publié en français sous le titre La Nuit du jugement dernier, Paris, Éditions Sombres Crapules, 1990 ; Paris, Rivages/Noir  no 237, 1996

 Note : La traduction française de ce roman a été publiée avant le texte anglais intitulé Doomsnight
- Glamour Doom (2002) Publié en français sous le titre Magique Mic Mac, Paris, Éditions Murder inc., 2002 ; Paris, Le Livre de poche  no 37073, 2005

 Note : La traduction française de ce roman a été publiée avant le texte anglais intitulé Glamour Doom
- Dread of Night (2009) Publié en français sous le titre L’Horreur au cœur de la nuit, Paris, Rivages/Noir  no 932, 2013

### Autre ouvrage
- Memorabilia (2011)

## Sources
- Claude Mesplède (dir.), Dictionnaire des littératures policières, vol. 1 : A - I, Nantes, Joseph K, coll. « Temps noir », 2007, 1054 p. (ISBN 978-2-910-68644-4, OCLC 315873251), p. 885-886.